# 66671 Sfasu
66671 Sfasu este un asteroid din centura principală de asteroizi.

## Descriere
66671 Sfasu este un asteroid din centura principală de asteroizi. A fost descoperit pe 15 octombrie 1999 la Nacogdoches de W. D. Bruton și M. L. Johnson. Asteroidul prezintă o orbită caracterizată de o semiaxă mare de 2,38 ua, o excentricitate de 0,30 și o înclinație de 21,3° în raport cu ecliptica.